# Nizamiyyah
Nizamiyyah was een groep van middeleeuwse instituten voor hoger onderwijs in het huidige Irak, Iran en Afghanistan. De eerste Nizamiyyah werd in de elfde eeuw in Bagdad gesticht door de Seltsjoeken, kort nadat zij Bagdad op de Abbasiden hadden veroverd. De naam Nizamiyyah is afgeleid van de Perzische vizier Nizam al-Moelk. 
Nizamiyyahs waren de eerste goed georganiseerde universiteiten in het Midden-Oosten. Naast Bagdad waren er ook nizamiyyahs in Nisjapoer, Amol, Balch, Herat en Isfahan. 